# Porcellionides rufocinctus
Porcellionides rufocinctus är en kräftdjursart som först beskrevs av Dollfus1892.  Porcellionides rufocinctus ingår i släktet Porcellionides och familjen Porcellionidae. Inga underarter finns listade i Catalogue of Life.